# أنجالي مينون
أنجالي مينون (بالهندية: अंजलि मेनन؛ بالإنجليزية: Anjali Menon) هي منتجة أفلام وكاتبة سيناريو ومخرجة هندية، ولدت في 1979 في كاليكوت في الهند.

## وصلات خارجية
- أنجالي مينون على موقع IMDb (الإنجليزية)
- أنجالي مينون على موقع ألو سيني (الفرنسية)
- أنجالي مينون على موقع أول موفي (الإنجليزية)
- أنجالي مينون على موقع قاعدة بيانات الفيلم (الإنجليزية)
- أنجالي مينون على موقع كينوبويسك (الروسية)